# Santa María en Trastevere (título cardenalicio)
Santa María in Trastevere (en latín, S. Maria in Trastevere) es un título cardenalicio de los más antiguos y prestigiosos entre los cardenales, fue establecido en torno al año 112 por el papa Alejandro I y fue confirmado por el papa Calixto I. 
El papa Julio I cambió su nombre en el mes de julio. Más tarde, en 595, se convirtió en el título de Julio y Calixto. En la primera mitad del siglo VIII el título era conocido por el nombre de Santa Madre de Dios y  por último, durante el pontificado del Papa León III, tomó el nombre de Santa María en Trastevere, por la basílica de Santa María en Trastevere. 
De acuerdo con el catálogo de Pietro Mallio, compilado durante el pontificado de Alejandro III, el título estaba conectado a la Basílica de San Pedro y los sacerdotes celebraban misa turnándose.

## Titulares
- San Calepodio (112?-?)
- Astero (o Asterio) (118?-?)
- Paulino (494-?)
- Settimio (499)
- Marcelino (499-principios de 514?)
- Giovanni Celio (514-?)
- Pietro (590-?)
- Talasio (o Thalassio) (731-principios de 745)
- Anastasio (745-principios del 761)
- Andrea (761-?)
- Benedicto III (853-855)
- Juan (? - 931, elegido papa Juan XI)
- Adriano (964-principios de 972)
- Benedetto (972-principios de 993)
- Crescenzio (993-principios de 1026)
- Giovanni (alrededor de 1025-principios de 1049)
- Guido (1049-principios de 1061)
- Giovanni Minuzzo (o Minutus) (1061-alrededor del 1067)
- Ubaldo (alrededor de 1067-principios de 1077)
- Falcone (1077-principios del 1088)
- Gregorio Paparoni (o Papareschi) (1088-alrededor de 1099)
- Giovanni, Orden de San Benito (1099-alrededor de 1106)
- Errico (o Enrico) (1106-alrededor de 1112)
- Pietro (alrededor de 1112-alrededor 1120)
- Pietro Pierleoni (1120-1130)
- Gionata (o Ionathan) iuniore (1130-?), pseudocardenal del antipapa Anacleto II
- Gregorio della Suburra (1140 - 1152)
- Guido da Crema (1152 - 1159)
- Laborante da Panormo (o Laborans) (1180-1190)
- Guy Paré (o Poré), O.Cist. (1190-1199)
- Guido Papareschi (1199-1207)
- Stefano de Normandis dei Conti (1228-1254)
- Matteo Rosso Orsini (in commendam 1262-1305)
- Guillermo de Aigrefeuille, O.S.B. (1350-1368)
- Pierre d'Estaing, O.S.B. (1370-1373)
- Felipe de Alençon (1378-1380)
- Niccolò Brancaccio (1378-1390), pseudocardenal del antipapa Clemente VII
- Ludovico Bonito (1408-1413)
- Rinaldo Brancaccio, in commendam (1413-1427)
- Gabriele Condulmer (o Condulmaro, o Condulmerio) (1427-1431)
- Vacante (1431-1440)
- Gerardo Landriani Capitani (1440-1445)
- Juan de Torquemada, O.P. (1446-1460)
- Amico Agnifilo della Rocca (1469-1476)
- Stefano Nardini (1476-1484)
- Jorge da Costa (1484-1491)
- Vacante (1491-1496)
- Juan López (1496-1501)
- Juan Castellar y de Borja (1503-1505)
- Marco Vigerio della Rovere, O.F.M.Conv. (1505-1511)
- Bandinello Sauli, in commendam (1511-1516); in titulo (1516-1517 depuesto y repuesto)
- Achille Grassi (1517-1523)
- Francesco Armellini Pantalassi de' Medici, (1523-1528)
- Lorenzo Campeggio (1528-1534)
- Antonio Sanseverino, O.S.Io.Hier. (1534-1537)
- Gianvincenzo Carafa (1537-1539)
- Marino Grimani (1539-1541)
- Francesco Cornaro (1541)
- Antonio Pucci (1541-1542)
- Philippe de La Chambre, O.S.B. (1542-1543)
- Gian Pietro Carafa (1543-1544)
- Rodolfo Pio (1544-1553)
- Juan Álvarez y Alva de Toledo (1553)
- Miguel da Silva (1553-1556)
- Giovanni Girolamo Morone (1556-1560)
- Cristoforo Madruzzo (o Madruzzi) (1560-1561)
- Ottone di Waldburg (1561-1562)
- Tiberio Crispo (1562-1565)
- Giovanni Michele Saraceni (1565-1566)
- Giovanni Ricci (1566-1570)
- Scipione Rebiba (1570-1573)
- Giacomo Savelli (1573-1577)
- Giovanni Antonio Serbelloni (1577-1578)
- Antoine Perrenot de Granvelle (1578)
- Stanislaw Hosius (o Hoe, o Hosz) (1578-1579)
- Giovanni Francesco Gambara (1579-1580)
- Markus Sitticus von Hohenems (o Altemps) (1580-1595)
- Giulio Antonio Santorio (o Santori) (1595-1597)
- Girolamo Rusticucci (1597-1598)
- Girolamo Simoncelli (o Simonelli) (1598-1600)
- Alessandro Ottaviano de' Medici (1600)
- Anton Maria Salviati (1600-1602)
- Domenico Pinelli (1602-1603)
- Antonio Maria Sauli (1603-1607)
- Mariano Pierbenedetti (1607-1608)
- Gregorio Petrocchini, O.S.A. (1608-1611)
- Francesco Maria Bourbon del Monte (1611-1612)
- Pietro Aldobrandini (1612-1620)
- Bartolomeo Cesi (1620-1621)
- Bonifazio Bevilacqua Aldobrandini (1621-1623)
- Franz von Dietrichstein (1623-1636)
- Giulio Savelli (1636-1639)
- Guido Bentivoglio (1639-1641)
- Cosimo de Torres (1641-1642)
- Antonio Barberini seniore (1642-1646)
- Federico Baldissera Bartolomeo Cornaro (1646-1652)
- Giulio Cesare Sacchetti (1652)
- Marzio Ginetti (1652-1653)
- Girolamo Colonna (1653-1659)
- Giovanni Battista Maria Pallotta (1659-1661)
- Ulderico Carpegna (1661-1666)
- Niccolò Albergati-Ludovisi (1666-1676)
- Luigi Alessandro Omodei (o Homodei) (1676-1677)
- Pietro Vito Ottoboni (1677-1680)
- Francesco Albizzi (1680-1681)
- Carlo Pio di Savoia (1681-1683)
- Decio Azzolini juniore (1683-1684)
- Paluzzo Paluzzi Altieri degli Albertoni (1684-1689)
- Giulio Spinola (1689)
- Gaspare Carpegna (1689-1698)
- Giovanni Battista Spinola (1698-1704)
- Urbano Sacchetti (1704-1705)
- Leandro di Colloredo, C.O. (1705-1709)
- Tommaso Ruffo (1709-1726)
- Pier Marcellino Corradini (1726-1734)
- Giorgio Spinola (1734-1737)
- Luis Antonio de Belluga y Moncada (1737-1738)
- Francesco Antonio Finy (1738-1740)
- Francesco Antonio Finy (1743)
- Francesco Scipione Maria Borghese (1743-1752)
- Giuseppe Spinelli (1752-1753)
- Joaquín Fernández Portocarrero (1753-1756)
- Camillo Paolucci (1756-1758)
- Giacomo Oddi (1758-1759)
- Henry Benedict Mary Clement Stuart of York (1759-1761); in commendam (1761-1763)
- Fabrizio Serbelloni (1763)
- Pietro Colonna Pamphili (1766-1780)
- Giovanni Ottavio Manciforte Sperelli (1781)
- Vacante (1781-1789)
- Tommaso Antici (1789-1798)
- Francesco Maria Pignatelli (1800-1815)
- Annibale Sermattei della Genga (1816-1823)
- Giovanni Francesco Falzacappa (1823-1830)
- Raffaele Mazzio (1830-1832)
- Benedetto Colonna Barberini di Sciarra (1832-1856); in commendam (1856-1863)
- Vacante (1863-1874)
- Alessandro Franchi (1874-1878)
- Lorenzo Nina (1879-1885)
- James Gibbons (1887-1921)
- Giovanni Tacci Porcelli (1921-1928)
- Pedro Segura y Sáenz (1929-1957)
- Stefan Wyszyński (1957-1981)
- Józef Glemp (1983-2013)
- Loris Francesco Capovilla, (22 de febrero de 2014 - 26 de mayo de 2016)[1]
- Carlos Osoro Sierra, (19 de noviembre de 2016)